# Papa Don't Preach
„Papa Don't Preach“ je dance-popová skladba americké zpěvačky a skladatelky Madonny z třetího studiového alba True Blue (1986). Píseň napsal Brian Elliot s následným doplněním textu od Madonny. Producenty se stali Stephen Bray a zpěvačka. Skladba se také objevila v remixové podobě na kompilaci z roku 1990 nazvané The Immaculate Collection a opět v původní verzi na kompilační desce Celebration. Hudební styl v sobě zkombinoval pop a stylizaci prvků klasiky, včetně zřetelného úvodu ovlivněného Vivaldim. Text odrážel témata těhotenství dospívajících dívek a potratu. Vycházel z autentických diskusí puberťaček před Elliotovým oknem v zaměstnání, které mělo z ulice charakter zrcadla a studentky střední severní hollywoodské školy se před ním zastavovaly, aby si upravily účes a mezitím si sdělovaly zážitky.
Komerčně úspěšná píseň byla vydána 11. června 1986 jako druhý singl alba. V hitparádě Billboard Hot 100 se stala čtvrtým číslem jedna od Madonny a na vrchol se vyhoupla také ve Spojeném království a Austrálii. Ve Spojených státech strávila na čele dva týdny. Kritiky měly kladný ohlas, když ji často zmiňovaly jako šlágr desky. Videoklip natočil James Foley s umělkyní, která v něm hrála dívku pokoušející se otci sdělit, že je těhotná a odmítá potrat.
Krátce po vydání skladba vzbudila vášnivé diskuse nad jejím obsahem. Organizace žen a organizace pro plánované těhotenství kritizovaly Madonnu z podpory gravidity mladistvých, zatímco protipotratové hnutí spatřovalo v písni pozitivní sdělení práva na život. „Papa Don't Preach“ byla zařazena na koncertní turné Who's That Girl World Tour (1987), Blond Ambition World Tour (1990), Re-Invention World Tour (2004) a The MDNA Tour (2012). Píseň způsobila první konflikt Madonny se svatým stolcem poté, co skladbu věnovala papeži Janu Pavlu II., v důsledku jeho výzvy italským fanouškům, aby v roce 1987 bojkotovali koncert turné Who's That Girl World Tour.

## Formáty a seznam skladeb
| - 7" singl 1. „Papa Don't Preach“ – 4:27 2. „Ain't No Big Deal“ – 4:12 - 7" singl (Japonsko) 1. „Papa Don't Preach“ – 4:27 2. „Think of Me“ – 4:54 - CD video singl (mezinárodní vydání) 1. „Papa Don't Preach“ (LP verze) – 4:27 2. „Papa Don't Preach“ (prodloužený remix) – 5:43 3. „Pretender“ (LP verze) – 4:28 4. „Papa Don't Preach“ (video) – 5:00 | - 12" maxi-singl (USA) 1. „Papa Don't Preach“ (prodloužený remix) – 5:43 2. „Pretender“ (LP verze) – 4:28 - 12" limitovaná edice (Německo / Spojené království) 1. A1.„Papa Don't Preach“ (prodloužená verze) – 5:45 2. B1.„Ain't No Big Deal“ – 4:12 3. B2.„Papa Don't Preach“ (LP verze) – 4:27 - CD maxi singl (Německo / Spojené království, 1995) 1. „Papa Don't Preach“ (prodloužená verze) – 5:45 2. „Ain't No Big Deal“ – 4:12 3. „Papa Don't Preach“ (LP verze) – 4:27 |

## Obsazení

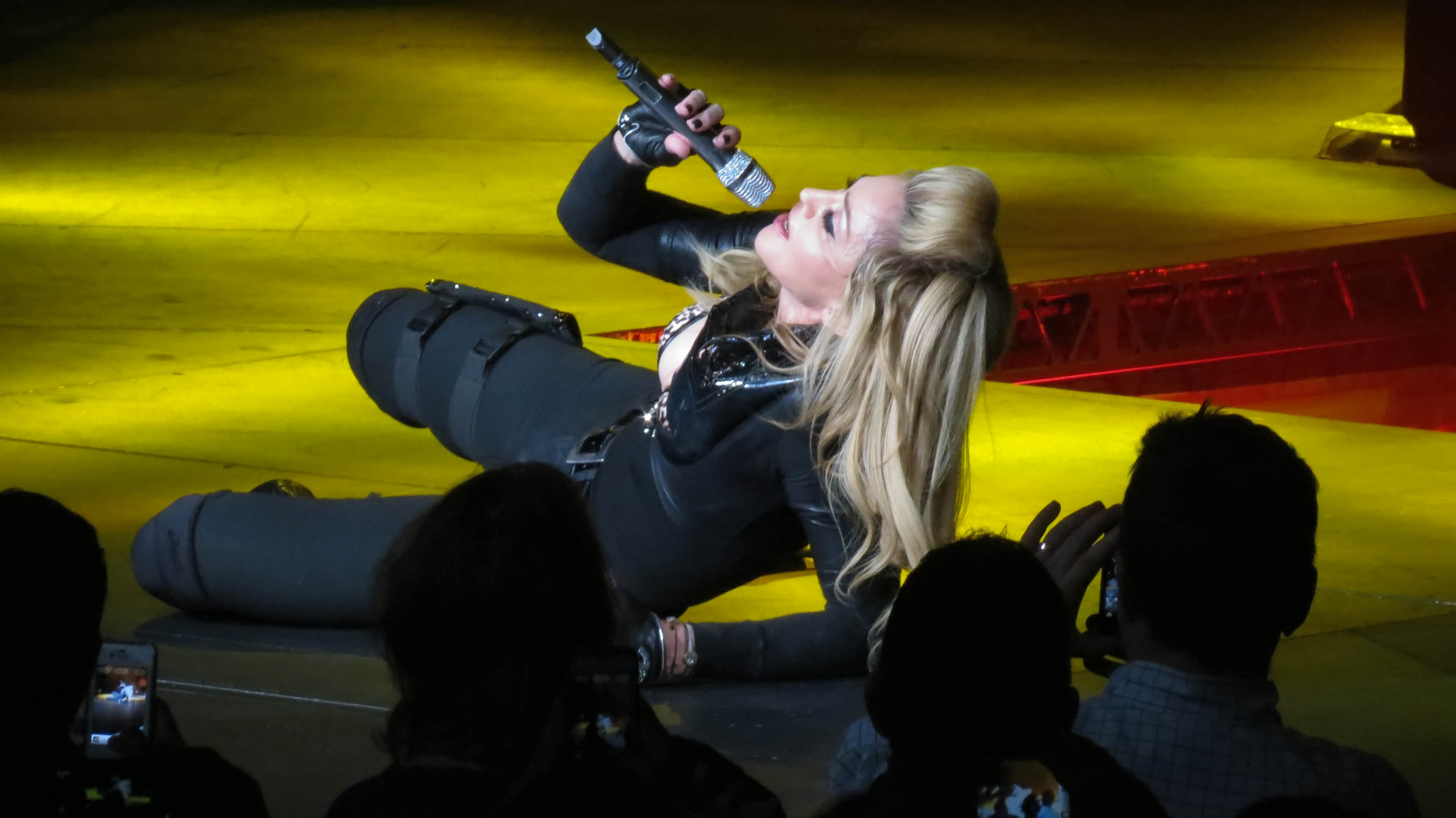
Madonna během interpretace zkrácené verze „Papa Don't Preach“ na turné The MDNA Tour, 2012

- Brian Elliot – autor hudby a textu
- Madonna – spoluautorka textu, producentka, sólový zpěv
- Stephen Bray – producent, syntetické basy, perkuse, bubny, klávesy
- Reggie Lucas – producent „Ain't No Big Deal“
- David Williams – rytmická kytara
- Bruce Gaitsch – elektrická kytara
- John Putnam – akustická kytara, elektrická kytara
- Fred Zarr – doprovodné klávesy
- Johnathan Moffett – perkuse
- Billy Meyers – smyčcové aranžmá
- Siedah Garrett – doprovodný zpěv
- Edie Lehmann – doprovodný zpěv

## Hitparády a certifikace
| Hitparáda (1986)                  | vrchol |
| --------------------------------- | ------ |
| Austrálie (Kent Music Report)     | 1.     |
| Flandry                           | 1.     |
| Belgie (VRT Top 30)               | 1.     |
| Kanada                            | 1.     |
| Eurochart Hot 100 (Billboard)     | 1.     |
| Francie                           | 3.     |
| Německo                           | 2.     |
| Irsko                             | 1.     |
| Itálie (FIMI)                     | 1.     |
| Nizozemsko 40                     | 2.     |
| Nizozemsko 100                    | 1.     |
| Nový Zéland                       | 3.     |
| Norsko                            | 1.     |
| Rakousko                          | 4.     |
| Španělsko (PROMUSICAE)            | 4.     |
| Švédsko                           | 6.     |
| Švýcarsko                         | 2.     |
| UK Singles                        | 1.     |
| US Billboard Hot 100              | 1.     |
| US Adult Contemporary (Billboard) | 16.    |
| US Dance Club Songs (Billboard)   | 4.     |

| Hitparáda (1986)                     | pozice |
| ------------------------------------ | ------ |
| Austrálie (Kent Music Report)        | 9.     |
| Belgie (VRT Top 30)                  | 6.     |
| Kanada Top Singles (RPM)             | 13.    |
| Německo (GfK Entertainment)          | 18.    |
| Nizozemsko (Single Top 100)          | 13.    |
| Nový Zéland (Recorded Music NZ)      | 13.    |
| Itálie (FIMI)                        | 1.     |
| Rakousko (Ö3 Austria Top 40)         | 21.    |
| Švýcarsko (Schweizer Hitparade)      | 14.    |
| UK Singles (Official Charts Company) | 8.     |
| US Billboard Hot 100                 | 29.    |
| US Hot Dance Club Songs (Billboard)  | 29.    |

### Certifikace

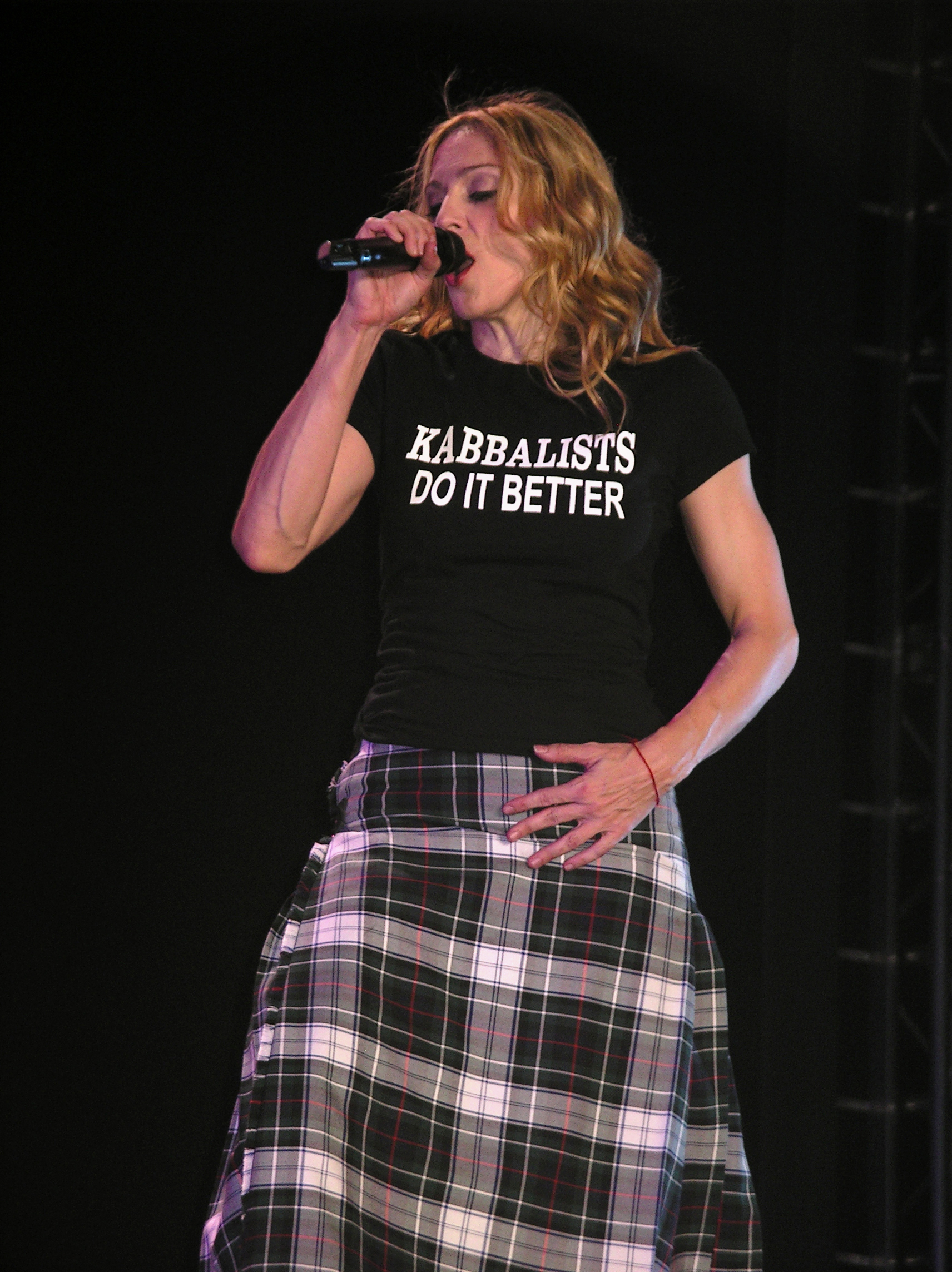
Madonna při zpěvu „Papa Don't Preach“ v kiltu, během pařížského koncertu na turné Re-Invention World Tour, 2004

| Stát                             | certifikace     | prodejnost |
| -------------------------------- | --------------- | ---------- |
| Austrálie (verze Kelly Osbourne) | platinová deska | 70 000     |
| Francie                          | stříbrná deska  | 125 000    |
| Spojené království               | platinová deska | 645 000    |
| Spojené státy                    | zlatá deska     | 500 000    |